# Apple Pencil

Der Apple Pencil ist ein kabelloser Eingabestift von Apple. Er wurde am 12. September 2015 der Öffentlichkeit vorgestellt.

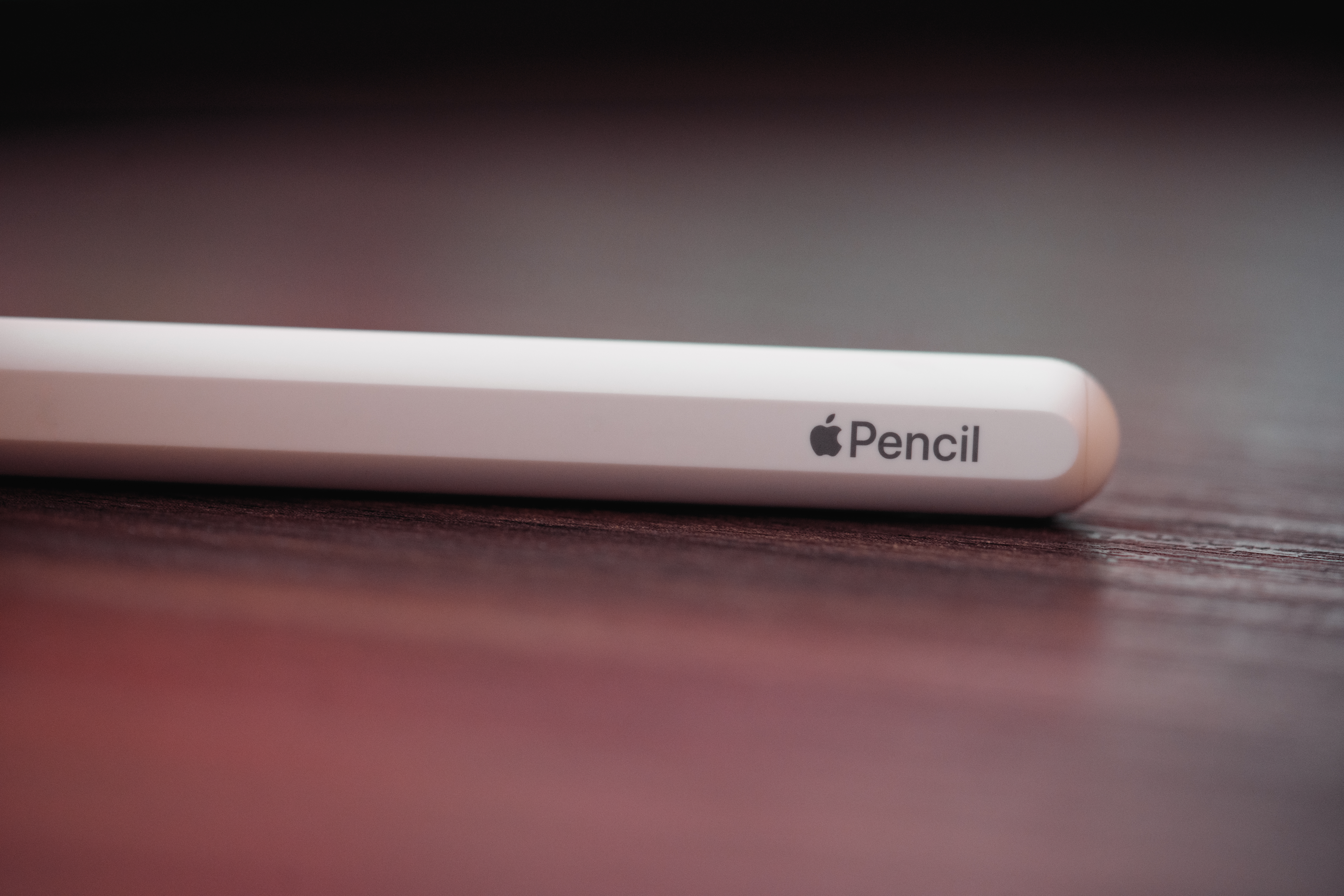
Apple Pencil (2. Generation)

Er ist eine Ergänzung zum iPad Pro, iPad (6. Generation), iPad Air (3. Generation) und iPad Mini (5. Generation) und dient sowohl als Schreib- als auch Zeichenwerkzeug. 2018 wurde der Apple Pencil in einer zweiten Generation vorgestellt. Die zweite Generation ist ausschließlich für die Verwendung mit dem iPad Pro ab der dritten Generation (12,9"), dem kleineren iPad Pro (11") und iPad Mini (6. Generation) sowie dem iPad Air (2020) und dem neuen iPad Air (2022) vorgesehen und kann induktiv über das iPad geladen werden. Die erste Generation des Apple Pencil wird derzeit für einen Herstellerpreis von 119 €, die Zweite für 149 € angeboten.

## Funktionen
Der Apple Pencil (1. und 2. Generation) kann verwendet werden, um auf den unterstützten iPads zu schreiben, zu malen und auch zu zeichnen. Er ist nur mit Apples eigenen Geräten kompatibel. Er reagiert auf Druck und Neigung. Der Apple Pencil Pro reagiert auch auf Rotation. Damit kann man verschieden starke Linien zeichnen, Schattierungen und künstlerische Effekte erzeugen. Die erste Generation verfügt über einen Lightning-Adapter zum Laden und wird über Bluetooth mit dem iPad verbunden. Dies geschieht in der Regel automatisch direkt nach dem Einstecken. Die zweite Generation kann über die abgeflachte Seite magnetisch an das iPad Pro (12,9” ab der 3. Generation; 11” ab der 1. Generation), an das iPad Air (ab der 4. Generation) und dem iPad mini (ab der 6. Generation) angeheftet werden und wird auch auf diese Weise gekoppelt und geladen. Die 2. Generation besitzt zudem die Schnellladefunktion, sodass die Ladezeit ca. 30 Minuten dauert. Die Akkulaufzeit beträgt in der Regel ca. 12 Stunden.

## Technik des Apple Pencil (1. Generation)

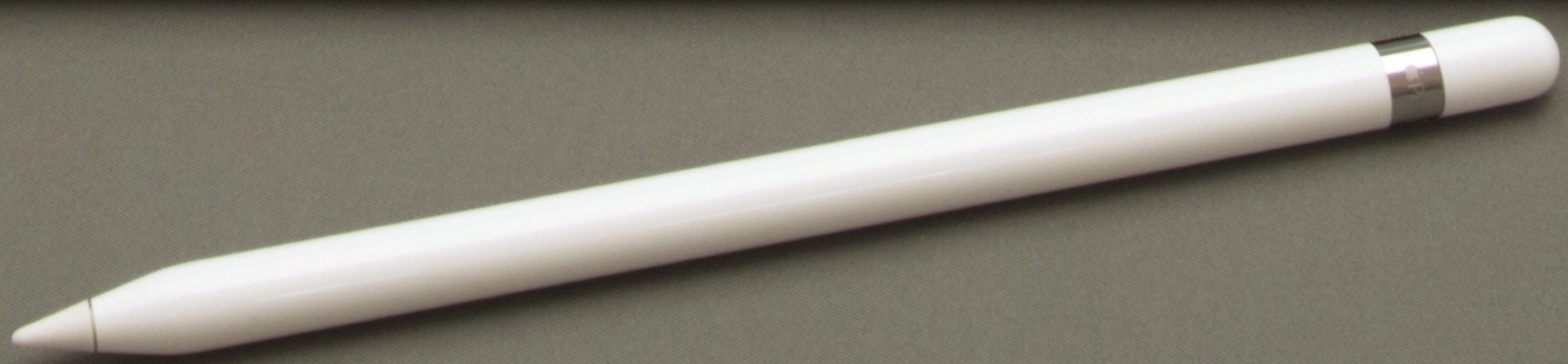
Apple Pencil, 1. Generation

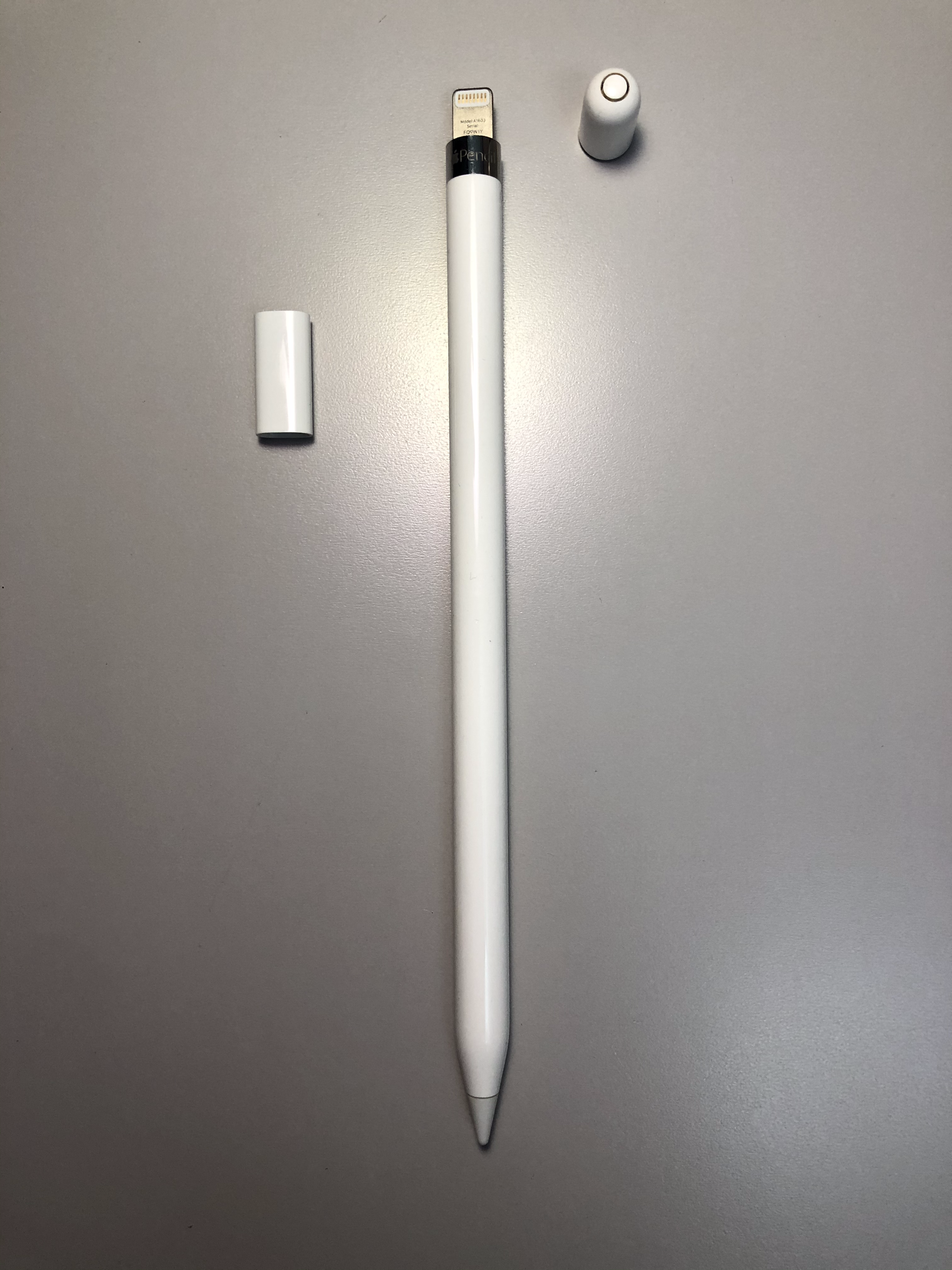
Adapter und Kappe

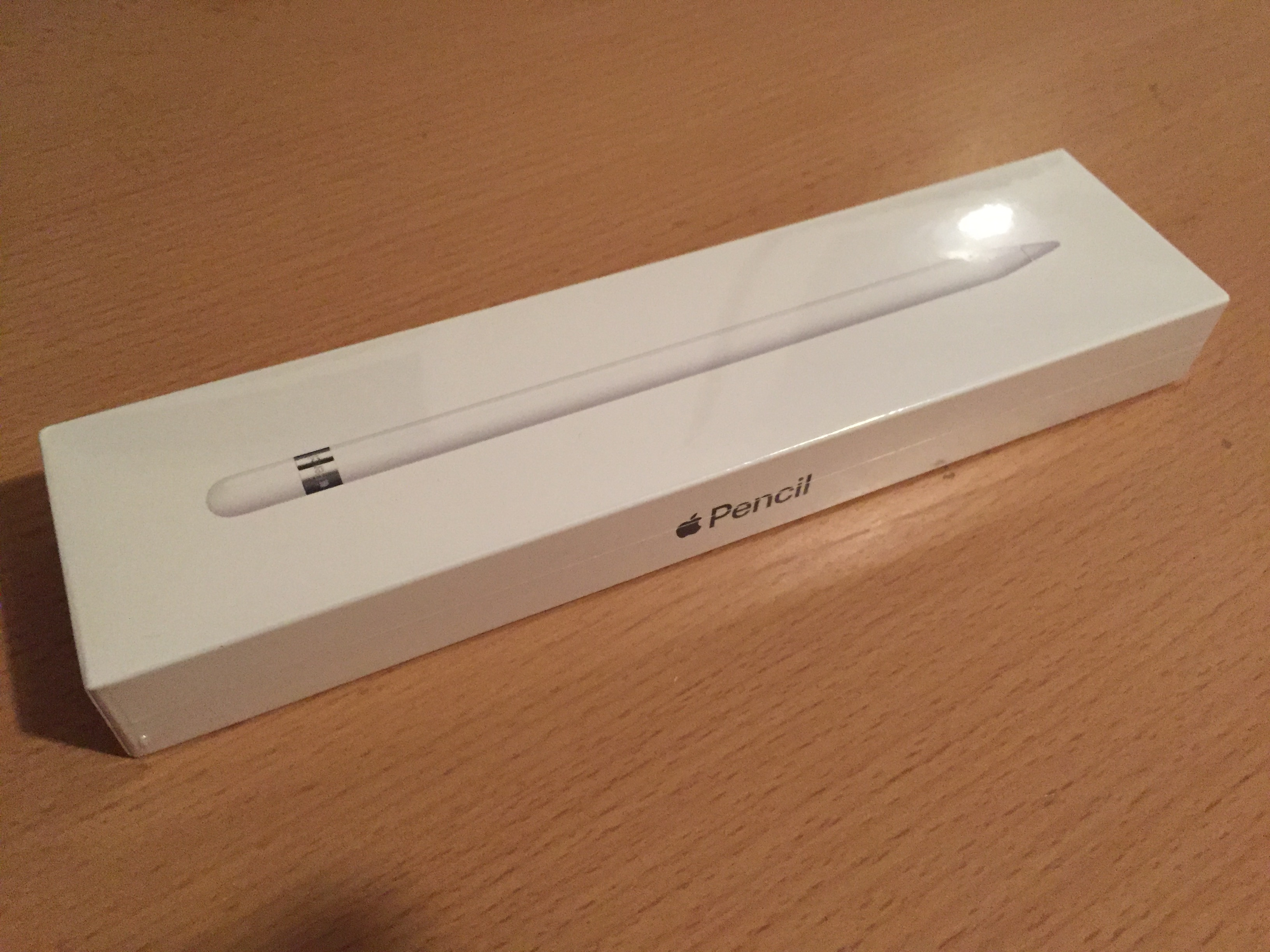
Verpackung des Apple Pencil

Im Apple Pencil kommt ein STM32L151UCY6 Ultra-low-power 32-Bit RISC ARM-basierter Cortex-M3 Mikrocontroller mit 32 MHz Taktfrequenz und 64 kB Flash-Speicher von STMicroelectronics zum Einsatz. Außerdem ein Sensortech BMA280 3‐Achsen-Beschleunigungssensor von Bosch und ein CSR1012A05 Bluetooth Smart IC von Cambridge Silicon Radio für die Bluetooth-Verbindung zum iPad. Der verbaute Lithium-Ionen-Akku hat eine Spannung von 3,82 V und eine Kapazität von 0,329 Wh.

## Technische Daten des Apple Pencil (1. Generation)
- Länge: 175,7 mm, gemessen von der Spitze bis zur Kappe
- Durchmesser: 8,9 mm
- Gewicht: 20,7 g
- Batterielaufzeit: 12 h
- Aufladen: 15 s laden für 30 min Laufzeit

## Systemvoraussetzungen
Apple Pencil (1. Generation):
- 9,7" iPad Pro
- 10,5" iPad Pro
- 12,9" iPad Pro (1. Generation)
- 12,9" iPad Pro (2. Generation)
- iPad Air (3. Generation)
- iPad mini (5. Generation)
- iPad (6. Generation)
- iPad (7. Generation)[6]
- iPad (8. Generation)
- iPad (9. Generation)
- iPad (10. Generation)[1]
- iPad (11. Generation)

Apple Pencil (2. Generation):
- 11,0" iPad Pro
- 11,0" iPad Pro (2. Generation)
- 11,0" iPad Pro (3. Generation)
- 12,9" iPad Pro (3. Generation)
- 12,9" iPad Pro (4. Generation)
- 12,9" iPad Pro (5. Generation)
- iPad Air (4. Generation)
- iPad Air (5. Generation)
- iPad Mini (6. Generation)